# イギリス鉄道807形電車
イギリス鉄道807形電車は鉄道事業者アヴァンティ・ウェスト・コースト向けに日立製作所が製造する予定の電車である。日立A-train設計に基づき、7両編成を10編成製造する。

## 歴史
2019年12月、アヴァンティ・ウェスト・コーストは、日立との3億5,000万ポンドの契約の一環として、221形気動車の置き換え用として807形電車10編成と805形バイモード車13編成を発注した 。2022年までに全車が運航開始予定である。この車両は、ロックレールとスタンダード・ライフ・アバディーンの合弁事業であるロックレールウェストコーストによって資金提供されている 。両形式ともウルヴァーハンプトンに近接したオクスリー車両基地でアルストムと日立が共同で整備を担当するとしている。
客室設備として、無料Wi-Fi、座席の電子機器のワイヤレス誘導充電やコンセント、USBスロット、ケータリングのオファーと、鉄道サービスの接続をアドバイスできるリアルタイムの乗客情報システムが含まれる予定である。

## 製造
最初の構体が笠戸で製造され、イギリスに到着したのち、ニュートン・エイクリフでの艤装が2020年7月7日に開始された。 全135両中、56両が構体から国内で製造される予定である 。

## 編成の詳細
| 形式  | 運用者                           | 編成数 | 製造年 | 編成あたりの両数 | 編成番号     |
| ----- | -------------------------------- | ------ | ------ | ---------------- | ------------ |
| 807形 | アヴァンティ・ウェスト・コースト | 10     | TBC    | 7                | 807001 – 010 |